# 恰纳乔纳
恰纳乔纳（Canacona），是印度果阿邦South Goa县的一个城镇。总人口11900（2001年）。

## 人口
该地2001年总人口11900人，其中男性6196人，女性5704人；0—6岁人口1217人，其中男614人，女603人；识字率72.29%，其中男性为77.86%，女性为66.23%。